# Aurora Dan
Aurora Dan (* 5. Oktober 1955 in Bukarest) ist eine ehemalige rumänische Florettfechterin.

## Erfolge
Aurora Dan gehörte zur rumänischen Mannschaft bei den Olympischen Spielen 1980 in Moskau und 1984 in Los Angeles. 1980 wurde sie mit der Mannschaft Neunte, vier Jahre darauf belegte sie diesen Rang auch in der Einzelkonkurrenz. In der Mannschaftskonkurrenz erreichte sie ungeschlagen das Finale um die Goldmedaille, in dem sich die rumänische Equipe gegen Deutschland mit 5:9 geschlagen geben musste. Gemeinsam mit Elisabeta Guzganu, Marcela Moldovan-Zsak, Rozalia Oros und Monika Weber erhielt sie daher die Silbermedaille.